# Liste der Mitglieder des Sächsischen Landtags 1883/84
Diese Liste gibt einen Überblick über die Mitglieder des 20. ordentlichen Sächsischen Landtags, der vom 14. November 1883 bis zum 27. März 1884 tagte.

## Zusammensetzung der I. Kammer

### Präsidium
- Präsident: Ludwig Eduard Victor Freiherr von Zehmen
- Vizepräsident: Franz Guido Hempel
- 1. Sekretär: Conrad Eduard Löhr
- 2. Sekretär: Richard Graf von Könneritz

### Vertreter des Königshauses und der Standesherrschaften
| Besitz oder Institution                                      | Abgeordneter                              | Bemerkungen |
| ------------------------------------------------------------ | ----------------------------------------- | ----------- |
| Sächsisches Königshaus                                       | Prinz Georg                               |             |
| Besitzer der Standesherrschaft Königsbrück                   | August Graf Wilding von Königsbrück       |             |
| Besitzer der Standesherrschaft Reibersdorf                   | Johann Georg Graf von Einsiedel           |             |
| Besitzer der Herrschaft Wildenfels                           | Friedrich Magnus Graf zu Solms-Wildenfels |             |
| Vertreter der vier Schönburgischen Lehnsherrschaften         | Karl Graf von Schönburg                   |             |
| Bevollmächtigter der fünf Schönburgischen Rezessherrschaften | Feodor von Schönberg                      |             |
| Vertreter der Universität Leipzig                            | Karl Victor Fricker                       |             |

### Vertreter der Geistlichkeit
| Amt                                  | Abgeordneter               | Bemerkungen |
| ------------------------------------ | -------------------------- | ----------- |
| Evangelischer Oberhofprediger        | Ernst Volkmar Kohlschütter |             |
| Dekan des Domstifts zu Bautzen       | Franz Bernert              |             |
| Superintendent zu Leipzig            | vakant                     |             |
| Vertreter des Kollegiatstifts Wurzen | Hennig Albert von Stammer  |             |
| Vertreter des Hochstifts Meißen      | Gustav von Watzdorf        |             |

### Auf Lebenszeit gewählte Abgeordnete der Rittergutsbesitzer
| Wahlbezirk            | Abgeordneter                                                                   | Bemerkungen |
| --------------------- | ------------------------------------------------------------------------------ | ----------- |
| Meißner Kreis         | Rudolf Karl Freiherr von Finck                                                 |             |
| Meißner Kreis         | Victor Wilhelm Freiherr von Ferber                                             |             |
| Meißner Kreis         | Karl Christian Arthur Freiherr Dathe von Burgk                                 |             |
| Erzgebirgischer Kreis | Wilhelm von Herder                                                             |             |
| Erzgebirgischer Kreis | Wilhelm Feodor Demiani                                                         |             |
| Oberlausitz           | Franz Guido Hempel                                                             |             |
| Oberlausitz           | Karl Boremäus August Andreas Michael Herrmann Clemens Graf von Schall-Riaucour |             |
| Oberlausitz           | Friedrich Theodor von Zezschwitz                                               |             |
| Leipziger Kreis       | Otto von Böhlau                                                                |             |
| Leipziger Kreis       | Alexis Peltz                                                                   |             |
| Vogtländischer Kreis  | Rudolph Woldemar von Bodenhausen                                               |             |
| Vogtländischer Kreis  | Wilhelm Otto Seiler                                                            |             |

### Rittergutsbesitzer durch Königliche Ernennung
- Friedrich Otto Heinrich Freiherr von Friesen
- Hans Dietrich Konrad von Trützschler
- Ludwig Eduard Victor von Zehmen
- Bernhard Edler von der Planitz
- Richard Graf von Könneritz
- Theodor Heinrich Reich
- Karl Kaspar Graf von Rex
- Theodor Graf zur Lippe-Biesterfeld-Weißenfeld
- Otto Ludwig Christof von Schönberg
- Karl Adolf Philipp Wilhelm Graf von Hohenthal und Bergen

### Magistratspersonen
| Wahlbezirk | Abgeordneter                                        | Bemerkungen |
| ---------- | --------------------------------------------------- | ----------- |
| Dresden    | Paul Alfred Stübel, Oberbürgermeister               |             |
| Leipzig    | Otto Robert Georgi, Oberbürgermeister               |             |
| Glauchau   | Arwed August Maximilian Martini, Bürgermeister      |             |
| Freiberg   | August Friedrich Clauß, Bürgermeister               |             |
| Borna      | Karl Heinrich, Bürgermeister                        |             |
| Meißen     | Karl Richard Hirschberg, Bürgermeister              |             |
| Bautzen    | Conrad Eduard Löhr, Bürgermeister                   |             |
| Chemnitz   | Heinrich Friedrich Wilhelm André, Oberbürgermeister |             |

### Vom König nach freier Wahl ernannte Mitglieder
- Friedrich Alfred Degner
- Heinrich Otto von Erdmannsdorf
- Friedrich Louis Christian Karl Wannschaff
- Friedrich Robert von Criegern
- Bernhard Freiherr von Tauchnitz

## Zusammensetzung der II. Kammer

### Präsidium
- Präsident: Daniel Ferdinand Ludwig Haberkorn
- 1. Vizepräsident: Lothar Ottokar Wilhelm Streit
- 2. Vizepräsident: Julius Pfeiffer
- 1. Sekretär: Gustav Richter
- stellvertretender 1. Sekretär: Reinhold Möbius
- 2. Sekretär: Oswald Ahnert
- stellvertretender 2. Sekretär: Carl Bernhard Speck

### Städtische Wahlbezirke
| Wahlbezirk | Abgeordneter                           | Partei / politische Ausrichtung       | Bemerkungen                              |
| ---------- | -------------------------------------- | ------------------------------------- | ---------------------------------------- |
| Dresden 1  | Georg Ludwig August Walter             | DFP                                   |                                          |
| Dresden 2  | Moritz Heger                           | Konservativer Landesverein in Sachsen |                                          |
| Dresden 3  | Karl Friedrich Emil Bönisch            | DFP                                   |                                          |
| Dresden 4  | Hugo Käuffer                           | Konservativer Landesverein in Sachsen |                                          |
| Dresden 5  | Robert Friedrich Alexander Schmidt     | Konservativer Landesverein in Sachsen |                                          |
| Leipzig 1  | Alfred Döhlinger                       | NLP                                   |                                          |
| Leipzig 2  | Otto Schill                            | NLP                                   |                                          |
| Leipzig 3  | Ernst Karl Erdmann Heine               | DFP                                   |                                          |
| Chemnitz 1 | Karl Wilhelm Ruppert                   | NLP                                   |                                          |
| Chemnitz 2 | Georg Karl Joseph Heinrich von Vollmar | SPD                                   |                                          |
| Zwickau    | Lothar Ottokar Wilhelm Streit          | DFP                                   |                                          |
| 1          | Daniel Ferdinand Ludwig Haberkorn      | Konservativer Landesverein in Sachsen |                                          |
| 2          | Heinrich Hildebrand                    | Konservativer Landesverein in Sachsen |                                          |
| 3          | Karl Alfred Herrmann                   | Konservativer Landesverein in Sachsen |                                          |
| 4          | Hermann Friedrich Theodor Schreck      | DFP                                   |                                          |
| 5          | Karl Gustav Ackermann                  | Konservativer Landesverein in Sachsen |                                          |
| 6          | Wilhelm Franz Müller                   | Liberal                               |                                          |
| 7          | Hans Alexander von Bosse               | Konservativer Landesverein in Sachsen |                                          |
| 8          | Ernst Robert Härtwig                   | Konservativer Landesverein in Sachsen |                                          |
| 9          | Ludwig Albert Julius Niethammer        | NLP                                   |                                          |
| 10         | Curt Moritz Starke                     | DFP                                   |                                          |
| 11         | Johannes Müller                        | Konservativer Landesverein in Sachsen |                                          |
| 12         | Oswald Ahnert                          | NLP                                   |                                          |
| 13         | Wilhelm Kreßner                        | Konservativer Landesverein in Sachsen |                                          |
| 14         | Konrad Anton Clauß                     | Konservativer Landesverein in Sachsen | Nachwahl nach dem Tod von Richard Müller |
| 15         | Karl Friedrich Ferdinand Uhle          | Liberal                               |                                          |
| 16         | Otto Ullrich                           | NLP                                   |                                          |
| 17         | Karl Uhlmann                           | DFP                                   |                                          |
| 18         | August Müller                          | Konservativer Landesverein in Sachsen | verstorben am 22. Februar 1884           |
| 19         | Gustav Hermann Köselitz                | DFP                                   |                                          |
| 20         | Franz Adolph Lange                     | Konservativer Landesverein in Sachsen |                                          |
| 21         | Arthur Georgi                          | NLP                                   |                                          |
| 22         | Hugo Gottfried Opitz                   | Konservativer Landesverein in Sachsen |                                          |
| 23         | Franz Moritz Kirbach                   | NLP                                   |                                          |
| 24         | Robert Richard Grahl                   | DFP                                   |                                          |

### Ländliche Wahlbezirke
| Wahlbezirk | Abgeordneter                   | Partei / politische Ausrichtung       | Bemerkungen                                    |
| ---------- | ------------------------------ | ------------------------------------- | ---------------------------------------------- |
| 1          | Ernst Wilhelm Böhns            | DFP                                   |                                                |
| 2          | Karl Gustav Fährmann           | DFP                                   |                                                |
| 3          | Julius Pfeiffer                | NLP                                   |                                                |
| 4          | Karl August Heinze             | DFP                                   |                                                |
| 5          | Andreas Strauch                | Konservativer Landesverein in Sachsen | sorbisch Handrij Kerk                          |
| 6          | Karl Friedrich Matthes         | Konservativer Landesverein in Sachsen |                                                |
| 7          | Karl Bernhard Päßler           | Konservativer Landesverein in Sachsen |                                                |
| 8          | Friedrich Wilhelm Beeg         | Konservativer Landesverein in Sachsen |                                                |
| 9          | Gustav Philipp                 | DFP                                   |                                                |
| 10         | Theodor Käferstein             | Konservativer Landesverein in Sachsen |                                                |
| 11         | Friedrich Wilhelm May          | DFP                                   |                                                |
| 12         | Friedrich Gustav Frenzel       | DFP                                   |                                                |
| 13         | Ernst Kleber                   | Konservativer Landesverein in Sachsen |                                                |
| 14         | Richard von Oehlschlägel       | Konservativer Landesverein in Sachsen |                                                |
| 15         | Heinrich Steyer                | Konservativer Landesverein in Sachsen |                                                |
| 16         | Rudolph Waldemar von Seydewitz | Konservativer Landesverein in Sachsen |                                                |
| 17         | Friedrich Wilhelm Oehmichen    | DFP                                   |                                                |
| 18         | Karl Dietrich von Carlowitz    | Konservativer Landesverein in Sachsen | Nachwahl nach dem Tod von Karl Ernst Klopfer   |
| 19         | Karl Heinrich Richter          | Konservativer Landesverein in Sachsen |                                                |
| 20         | Erdmann Theodor Günther        | Konservativer Landesverein in Sachsen |                                                |
| 21         | Ernst Däberitz                 | Konservativer Landesverein in Sachsen |                                                |
| 22         | Johann Nepomuk Köckert         | Konservativer Landesverein in Sachsen |                                                |
| 23         | August Bebel                   | SPD                                   |                                                |
| 24         | Wilhelm Liebknecht             | SPD                                   |                                                |
| 25         | Eduard Rößner                  | Konservativer Landesverein in Sachsen | Nachwahl nach Tod von Friedrich Wilhelm Schade |
| 26         | Magnus Guido Uhlemann          | Konservativer Landesverein in Sachsen |                                                |
| 27         | Gustav Richter                 | Konservativer Landesverein in Sachsen |                                                |
| 28         | Karl Ernst Seydel              | Konservativer Landesverein in Sachsen |                                                |
| 29         | Wilhelm Julius Knechtel        | Konservativer Landesverein in Sachsen |                                                |
| 30         | Reinhold Möbius                | Konservativer Landesverein in Sachsen |                                                |
| 31         | Adolph Moritz Jungnickel       | DFP                                   |                                                |
| 32         | Max Hauschild                  | Konservativer Landesverein in Sachsen |                                                |
| 33         | Karl Gottlob Heymann           | Konservativer Landesverein in Sachsen |                                                |
| 34         | Hans Karl Hugo von Kirchbach   | Konservativer Landesverein in Sachsen |                                                |
| 35         | Karl Mehnert                   | Konservativer Landesverein in Sachsen |                                                |
| 36         | Friedrich Straumer             | Konservativer Landesverein in Sachsen |                                                |
| 37         | Carl Friedrich Werner          | Konservativer Landesverein in Sachsen |                                                |
| 38         | Ernst Ludwig Gelbke            | Konservativer Landesverein in Sachsen |                                                |
| 39         | Hermann Julius von Römer       | Konservativer Landesverein in Sachsen |                                                |
| 40         | Ludwig Emil Puttrich           | SPD                                   |                                                |
| 41         | Carl Bernhard Speck            | Konservativer Landesverein in Sachsen |                                                |
| 42         | Guido Breitfeld                | Konservativer Landesverein in Sachsen |                                                |
| 43         | Adolf Maximilian von Polenz    | Konservativer Landesverein in Sachsen |                                                |
| 44         | Karl Friedrich Adler           | Konservativer Landesverein in Sachsen | verstarb am 8. November 1883                   |
| 44         | Wilhelm Zeidler                | Konservativer Landesverein in Sachsen | Nachwahl nach dem Tod von Karl Friedrich Adler |
| 45         | Ernst Jahn                     | Konservativer Landesverein in Sachsen |                                                |